# Borluli
Borluli ist ein osttimoresischer Ort im Suco Ilat-Laun (Verwaltungsamt Bobonaro, Gemeinde Bobonaro). Das Dorf liegt im Nordosten der Aldeia Ilat-Laun, auf einer Meereshöhe von 556 m. Nach Südwesten geht es in das Nachbardorf Asubean über. Südlich erhebt sich der Foho Ilat-Laun (1061 m). Nördlich fließt der Fluss Marobo. Zwischen Dorf und Fluss befinden sich die Termas do Soileco, heiße Quellen, die ein kleines Becken speisen.